# Roghudi
Roghudi – miejscowość i gmina we Włoszech, w regionie Kalabria, w prowincji Reggio Calabria.
Według danych na rok 2004 gminę zamieszkiwało 1376 osób, 38,2 os./km².